# Jane Griffin
Jane Griffin, conosciuta anche come Lady Franklin (Londra, 4 dicembre 1791 – Londra, 18 luglio 1875), è stata una viaggiatrice e filantropa britannica, seconda moglie dell'esploratore britannico Sir John Franklin. Durante il periodo in cui suo marito era governatore della Tasmania divenne nota per i suoi viaggi nel sud-est dell'Australia. In seguito alla scomparsa di Sir John durante la ricerca del passaggio a nord ovest finanziò diverse spedizioni di soccorso per conoscere il suo destino.

## Biografia
Jane Griffin nacque a Londra il 4 dicembre 1791, seconda delle tre figlie di John Griffin e di sua moglie Jane Guillemand. Suo padre era un benestante produttore di seta e Jane e le sue sorelle poterono ricevere una buona istruzione, prima in casa e poi in un piccolo collegio a Chelsea (Londra), ed in seguito prendere parte ad un Grand Tour in Europa. Nel 1816 a Ginevra venne ritratta dalla pittrice svizzera Amélie Munier-Romilly.

### Il matrimonio con John Franklin
Da giovane era amica della poetessa Eleanor Anne Porden, moglie dell'esploratore John Franklin, la quale morì di tubercolosi nel 1825, durante la seconda spedizione artica del marito. Al suo ritorno dalla spedizione John Franklin continuò a frequentare Jane, con la quale condivideva la passione per i viaggi, e nel novembre 1828 i due si sposarono. L'anno successivo John fu nominato baronetto e Jane acquisì il titolo di Lady Franklin.
Tra il 1830 e il 1833, quando il marito venne inviato nel Mar Mediterraneo, Jane lo seguì e visitò la Spagna, le isole greche, la Siria, l'Anatolia e diversi paesi del Nordafrica, spesso viaggiando accompagnata solo da due o tre servitori.

### Gli anni in Australia e Nuova Zelanda

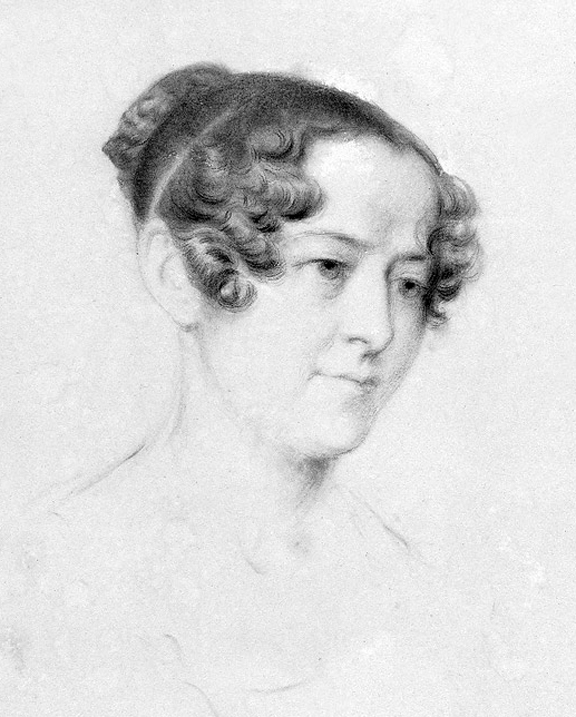
Ritratto di Lady Jane Franklin nel 1838

Nel 1836 Sir John Franklin venne nominato governatore della Terra di Van Diemen, come era al tempo chiamata l'isola di Tasmania. Durante gli anni passati nel continente australiano, che al tempo era una colonia penale, Lady Jane si adoperò per cercare di migliorare le condizioni di vita dei detenuti.
Appassionata di scienza e sostenitrice dell'istruzione scolastica, spinse il marito a fondare alcune scuole secondarie sia maschili che femminili e la prima Royal Society per l'avanzamento delle scienze al di fuori della Gran Bretagna. Tra i suoi maggiori interessi vi fu la fondazione di un collegio statale a Hobart, chiamato Christ College, la cui prima pietra venne posata il 7 novembre 1840. La scuola venne inaugurata come istituzione anglicana nel 1846 e fa oggi parte dell'Università della Tasmania.
Nel 1839 acquistò 130 acri (equivalenti a 53 ettari) di terra per la realizzazione di un giardino botanico vicino a Hobart. Fece inoltre erigere accanto al giardino un museo di storia naturale con l'aspetto di un tempio greco, che dotò di alcune collezioni e di una biblioteca. Dopo la partenza dei Franklin le collezioni furono però disperse e il museo trasformato in un magazzino per le mele. Nel 1949 la Art Society of Tasmania ha recuperato l'edificio, instaurandovi la propria sede.
Intrattenne inoltre una fitta corrispondenza con la filantropa britannica Elizabeth Fry, informandola sulle condizioni delle detenute della colonia penale e seguendo i suoi consigli per cercare di migliorare le loro condizioni di vita, in particolare donando loro tessuti e l'occorrente per cucire in modo che potessero confezionarsi nuovi abiti.
Negli stessi anni intraprese una serie di viaggi nel sud dell'Australia e in Nuova Zelanda: fu la prima donna europea a viaggiare via terra tra Port Phillip, nei pressi di Melbourne, e Sydney e tra Hobart e Macquarie Harbour, porto sulla costa occidentale della Tasmania. Fu inoltre la prima donna europea a scalare il Monte Wellington.
Durante un viaggio in Nuova Zelanda nel 1841 incontrò il botanico tedesco Ernest Dieffenbach e il missionario e botanico originario della Cornovaglia William Colenso, il quale chiamò una specie di felce Hymenophyllum frankliniae in suo onore. Quello stesso anno prima di tornare a Hobart si recò in Australia dove incontrò il governatore George Gawler e lo convinse a erigere un monumento a Matthew Flinders, il cartografo e navigatore che per primo circumnavigò l'Australia e la chiamò con tale nome.

### La spedizione perduta di Franklin e ultimi anni

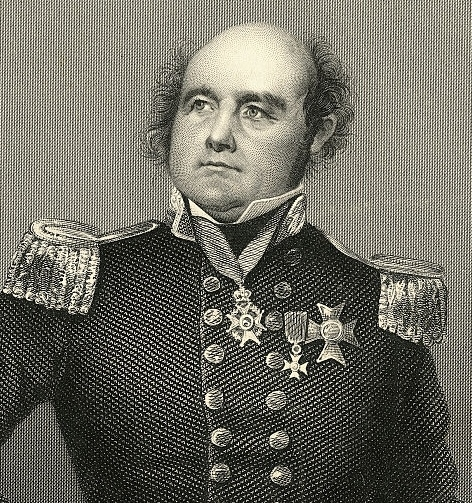
Sir John Franklin

Sir John Franklin tornò in Inghilterra con la famiglia nel 1844 e l'anno successivo gli fu affidato il comando di una spedizione artica che aveva lo scopo di trovare il leggendario passaggio a nord-ovest. Nelle previsioni la spedizione avrebbe dovuto durare fino a tre anni, ma le due navi, la HMS Erebus e la HMS Terror, rimasero intrappolate nei ghiacci e non fecero più ritorno.
Nel 1848, non avendo ancora ricevuto notizie, l'ammiragliato inviò una spedizione di ricerca, che tornò senza risultati. Negli anni successivi Lady Jane si adoperò instancabilmente per convincere l'ammiragliato a non sospendere le ricerche finché non fossero state trovate prove certe del destino della spedizione del marito, scrisse ai giornali e a personaggi influenti dell'epoca e finanziò personalmente cinque spedizioni tra il 1850 e il 1857.
Nel 1857 in particolare inviò lo yacht a vapore Fox di sua proprietà, capitanato dall'esploratore Francis Leopold McClintock, il quale trovò sull'isola di Re Guglielmo le prove che Sir John Franklin era morto nel 1847 e che i membri superstiti della spedizione avrebbero tentato di raggiungere le coste del nord America a piedi.
Pur avendo ormai la certezza della morte del marito, Lady Jane continuò a supportare moralmente ed economicamente altre spedizioni di esplorazione dell'artico fino al 1875, contribuendo fortemente alla conoscenza geografica della regione.
Nei suoi ultimi anni riprese a viaggiare in giro per il mondo, accompagnata dalla nipote e segretaria Sophia Cracroft: visitarono Spagna e Portogallo, la Francia e la Svizzera, il nord Africa e le Isole Canarie, intraprendendo anche un giro del mondo che le portò a New York, in Canada e a circumnavigare Capo Horn toccando poi la California, le Hawaii, il Giappone e l'India.
Smise di viaggiare solo una volta raggiunti gli 80 anni e morì all'età di 83 anni il 18 luglio 1875.

## Riconoscimenti ed eredità
Il suo impegno e la sua spinta ad inviare nuove spedizione nell'artico contribuirono fortemente alla conoscenza geografica della regione, tanto che si disse che "Ciò che la nazione non avrebbe fatto, lo fece una donna". Per questo motivo nel 1860 la Royal Geographical Society le conferì la Founder’s Gold Medal, prima donna a ricevere tale riconoscimento.
Sono chiamati in suo onore la Lady Franklin Bay nella regione di Qikiqtaaluk nel nord del Canada, la Lady Franklin Rock, piccola isola nel fiume Fraser in Canada e il Mount Lady Jane Franklin, una collina vicino alla cittadina di Barnawartha nella regione di Victoria in Australia 
La ballata Lady Franklin's Lament parla della sua ricerca del marito scomparso e lo storico e scrittore canadese Ken McGoogan ha scritto nel 2005 un libro intitolato Lady Franklin's Revenge che racconta la sua storia.
Il personaggio di Lady Jane Franklin appare nella serie televisiva The Terror, interpretata da Greta Scacchi.